# Hydroélectricité au fil de l'eau

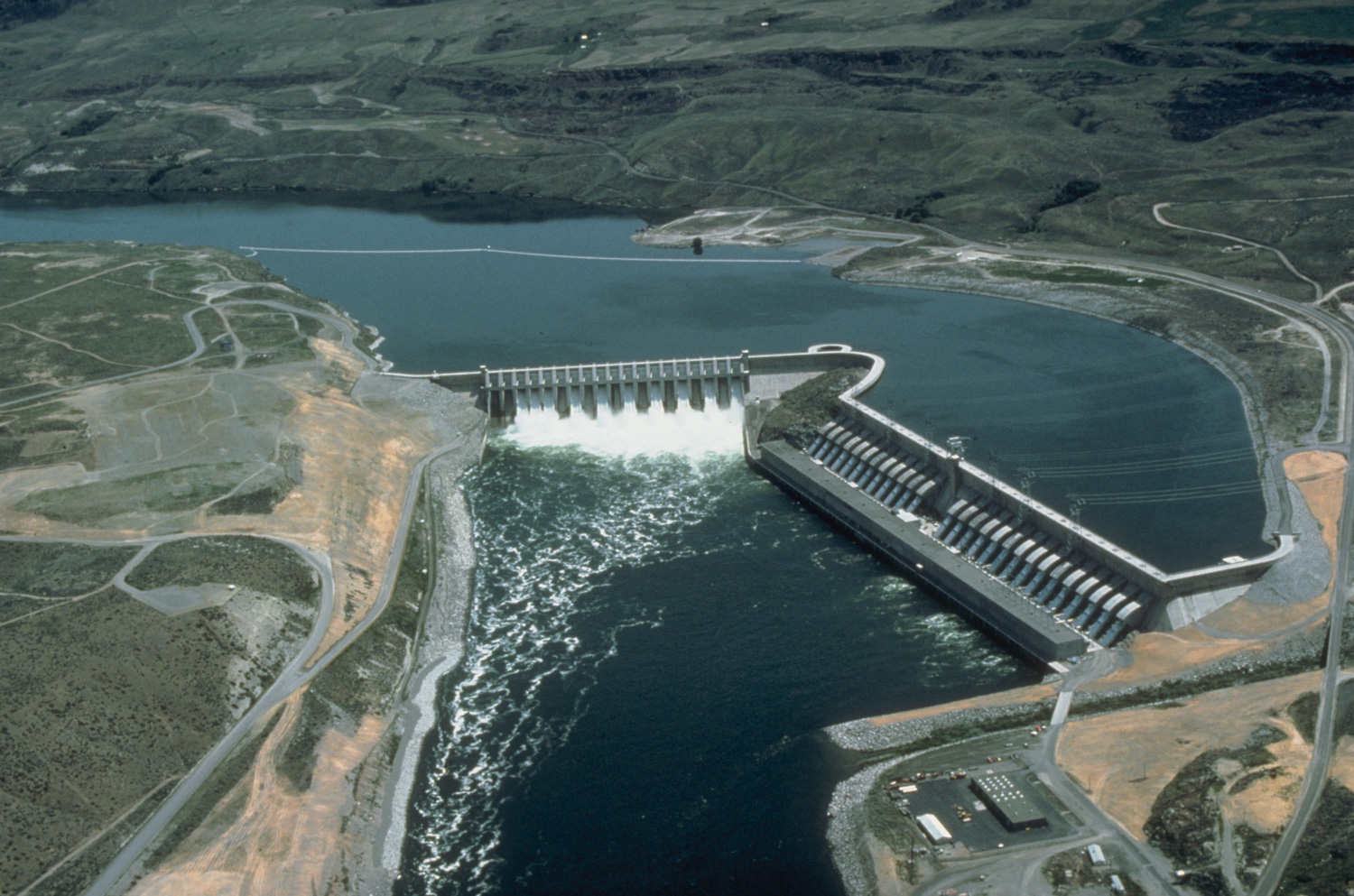
Chief Joseph Dam (2620 MW), près de Bridgeport (Washington), est la troisième centrale au fil de l'eau la plus puissante au monde.

Pour les articles homonymes, voir Au fil de l'eau.
L'hydroélectricité au fil de l'eau désigne la production d'électricité par une centrale hydroélectrique qui fonctionne sans retenue d'eau, donc sans possibilité de stocker celle-ci durant les périodes de l'année de hauts débits pour pouvoir déstocker en période de basses eaux.

## Caractéristiques spécifiques
À l'inverse des centrales dites « de lac » ou « à accumulation » dotées de réservoirs importants, les centrales au fil de l'eau n'ont pas (ou très peu) la capacité de moduler leur production en fonction des besoins des consommateurs ou de l'opérateur du réseau. Leur production varie fortement en fonction des événements climatiques (pluies, sécheresses, saisons, etc.) ; elles font donc partie, comme les éoliennes et le solaire, des énergies renouvelables à production dite « fatale » au sens où elle doit être consommée instantanément au moment de leur production, en l'absence de capacité de stockage.
En contrepartie, elles ne nécessitent que des aménagements simples et beaucoup moins coûteux que les centrales de plus forte puissance : petits ouvrages de dérivation, petits barrages servant à dériver le débit disponible de la rivière vers la centrale, éventuellement un petit réservoir lorsque le débit de la rivière est trop faible ; le prix de revient de leur production est donc moins élevé, ce qui compense le moindre service rendu.
On définit généralement les centrales dites « au fil de l'eau » comme celles dont la constante de vidage (temps théorique nécessaire pour écouler la réserve d’eau en turbinant au maximum) est inférieure à deux heures.
Leur production est maximale durant la période de fonte des neiges, c'est-à-dire au printemps, mais elle connaît également des pointes transitoires pendant et après les périodes de fortes pluies voire d'orage dans les vallées de montagne.

## Dans le monde

### Autriche
La centrale hydroélectrique autrichienne du barrage d'Ybbs-Persenbeug, mise en service en 1959, est la plus ancienne construite sur le cours autrichien du Danube.

### Brésil
Les deux plus puissantes centrales hydroélectriques au fil de l'eau du monde sont situées au Brésil : le Barrage de Jirau (3 750 MW) et le Barrage de Santo Antônio (3 580 MW).

### Belgique
En 2014, la Belgique comptait 114 centrales hydroélectriques ; les six centrales au fil de l'eau sur la Meuse en aval de Namur totalisent 74,3 MW, soit deux tiers de la puissance installée du parc hydroélectrique belge.

### Canada

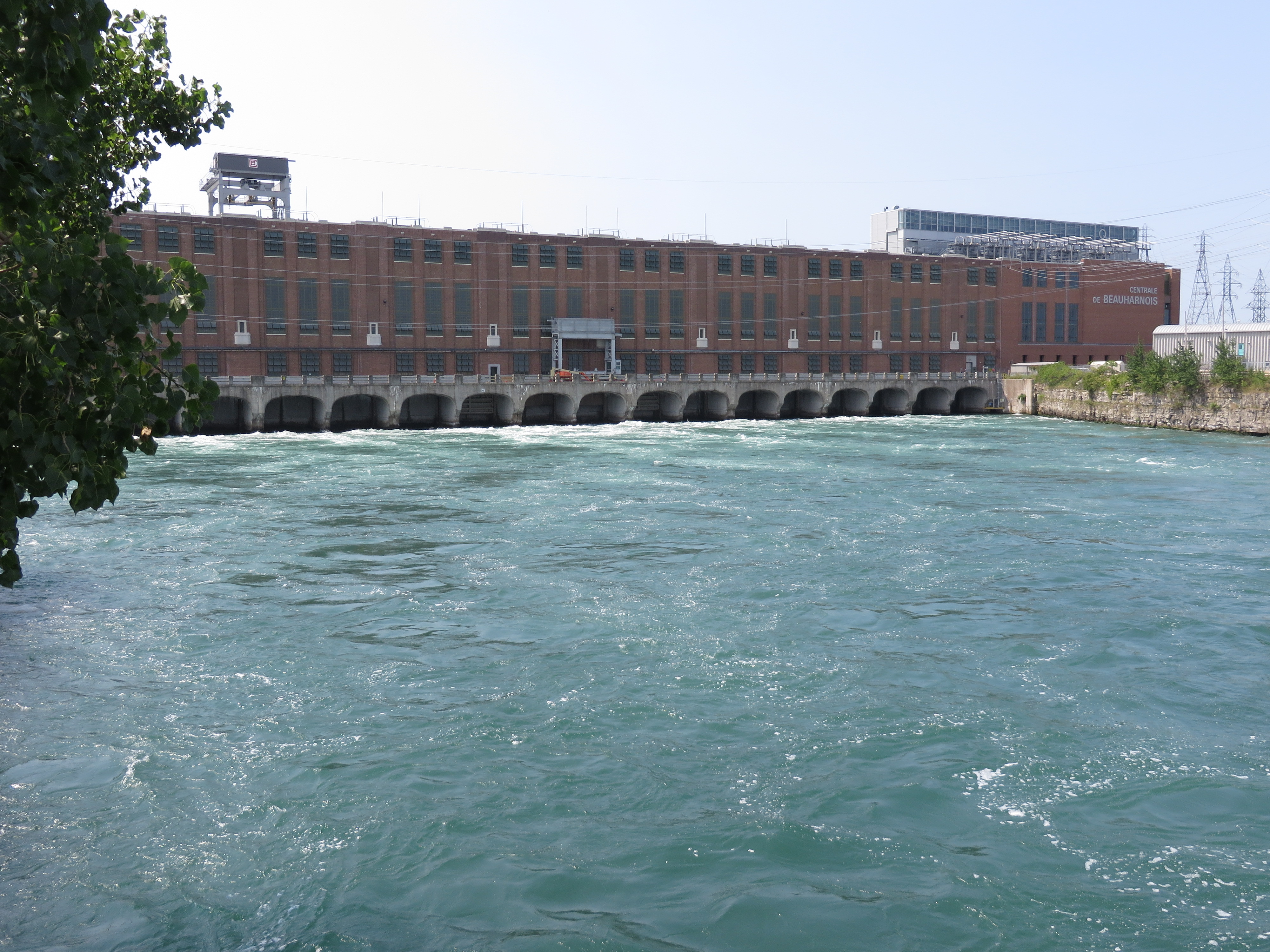
Centrale de Beauharnois, au Québec

Depuis 1932, la centrale de Beauharnois est la centrale au fil de l'eau la plus puissante d’Hydro-Québec, qui comprend 36 groupes turbine-alternateur. Sa puissance est de 1 864 MW en 2022.
Énergie Ottawa exploite 16 centrales hydroélectriques au fil de l’eau, dont six sont situées en centre-ville.

### France
Les centrales hydroélectriques « au fil de l'eau » représentent 26 % de la puissance installée du parc hydroélectrique français en 2018, grâce à plus de 2 000 centrales, d'une puissance totale de 8 500 MW et produisant une énergie de 32 TWh, soit 52 % de la production hydraulique française.
Les plus grosses centrales au fil de l'eau se situent sur le Rhône et le Rhin.

### Suisse
Depuis 1908 plusieurs centrales au fil de l'eau fonctionnent en Suisse et 47 % de l'électricité d'origine hydraulique est produite par des centrales au fil de l'eau.